# Michelangelo Unterperger
Michelangelo Unterperger, o Unterberger (Cavalese, 11 agosto 1695 – Vienna, 27 giugno 1758) è stato un pittore del barocco trentino.

## Biografia
Michelangelo Unterpergher nacque a Cavalese nel 1695, secondogenito di otto figli, da Cristoforo Unterpergher e da Maria Elisabetta Lieb: fu battezzato l'11 agosto 1695.
Gli Unterperger erano una famiglia di artisti: il padre Cristoforo ("Silvarum Magistri") era un decoratore, il fratello minore Francesco Sebaldo (1706 - 1776) anch'egli pittore, così come il nipote Ignazio (1742 - 1797) e un altro nipote Cristoforo (1732 - 1798).
Michelangelo Unterpergher fece il suo primo tirocinio alla “Scuola pittorica fiemmese” di Giuseppe Alberti (1640 - 1710) presso la quale si formarono anche Martino Gabrielli, Domenico Bonora, Giorgio Gaismaier e Paul Troger.
Secondo fonti non documentate, soggiornò a Venezia dove conobbe Giovanni Battista Piazzetta.
Artista precoce, a soli sedici anni ritrasse la Profezia di Simeone nella chiesa di San Francesco Saverio in Trento.
I primi lavori documentati di Michelangelo, eseguiti tra il 1718 e il 1720, furono alcuni dipinti per la "Lozza" della Magnifica Comunità di Fiemme: due finte finestre e lo stemma della Magnifica Comunità. Dopo aver soggiornato per un certo periodo a Chiusa, il 10 gennaio 1726 ottenne la  cittadinanza di Bolzano, che pagò con la tela "Giudizio di Salomone" che oggi si conserva nel Museo Civico, con il diritto di esercitare la professione di pittore.
A Bolzano subì l'influenza di altri pittori italiani quali Paolo Pagani e Luca Giordano.
Si spostò  in Austria dove dipinse vari soggetti religiosi in diverse località. Nel 1737 è documentata la sua presenza a Vienna dove si iscrisse all'Accademia delle arti figurative. 
Nei primi anni del suo soggiorno viennese Michelangelo dovette adattarsi ad incarichi minori, ma a partire dalla metà del 1740 raggiunse la sua maturità professionale ed ebbe inizio la fase migliore della sua produzione rivolta alla committenza ecclesiastica. Nel 1744 gli furono affidate le composizioni per il Duomo (Pala di Sant'Antonio) e per la Casa dei Gesuiti (Gloria di San Giulio). 
Fu autore anche della pala d'altare della chiesa di Sant'Antonio di Padova di Košice.
Nel 1751 fu nominato rettore dell'Accademia viennese, carica che mantenne fino alla morte.
Morì a Vienna il 27 giugno 1758 all'età di 62 anni "per febbre violenta"..

## Galleria d'immagini

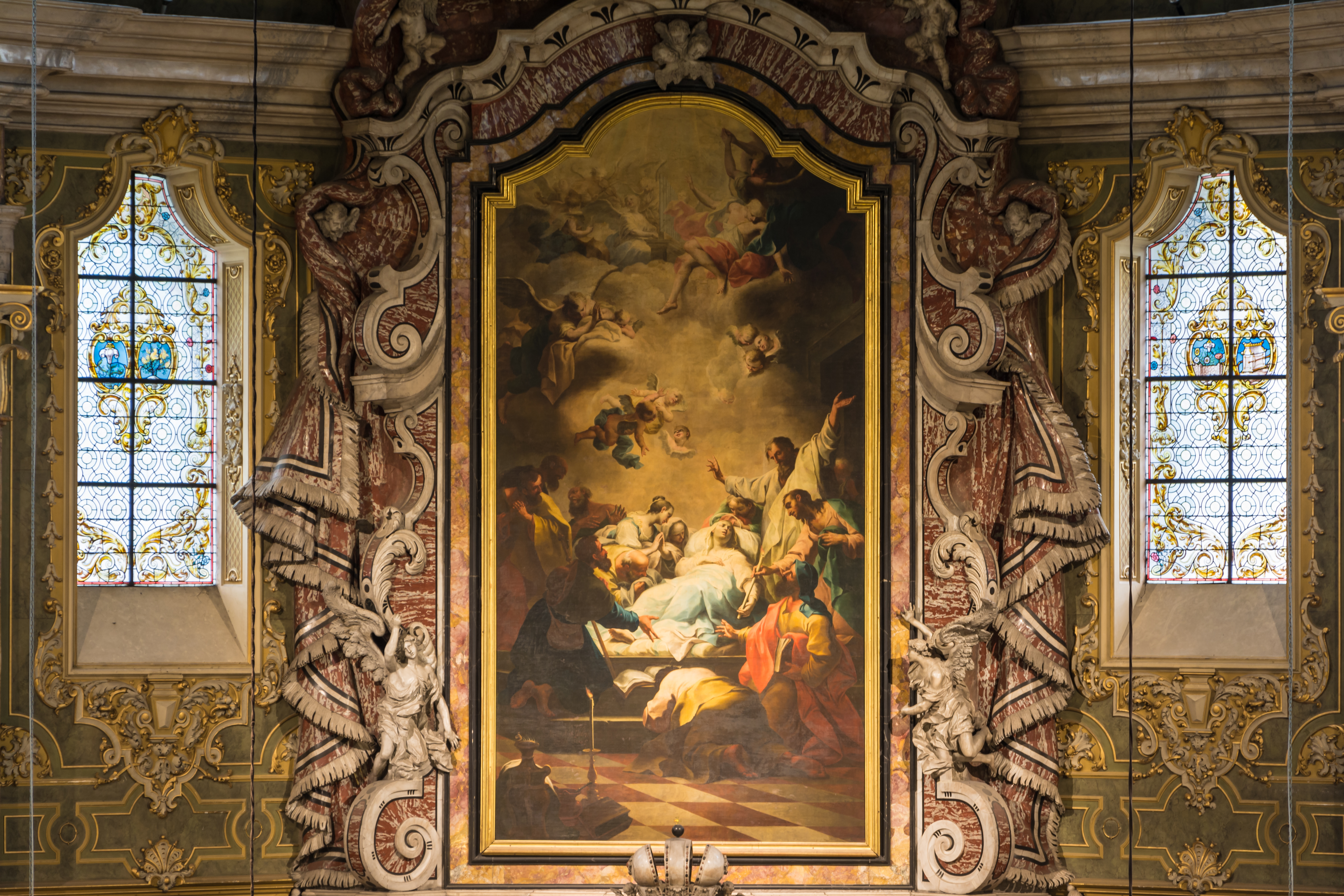
Pala del Duomo di Bressanone
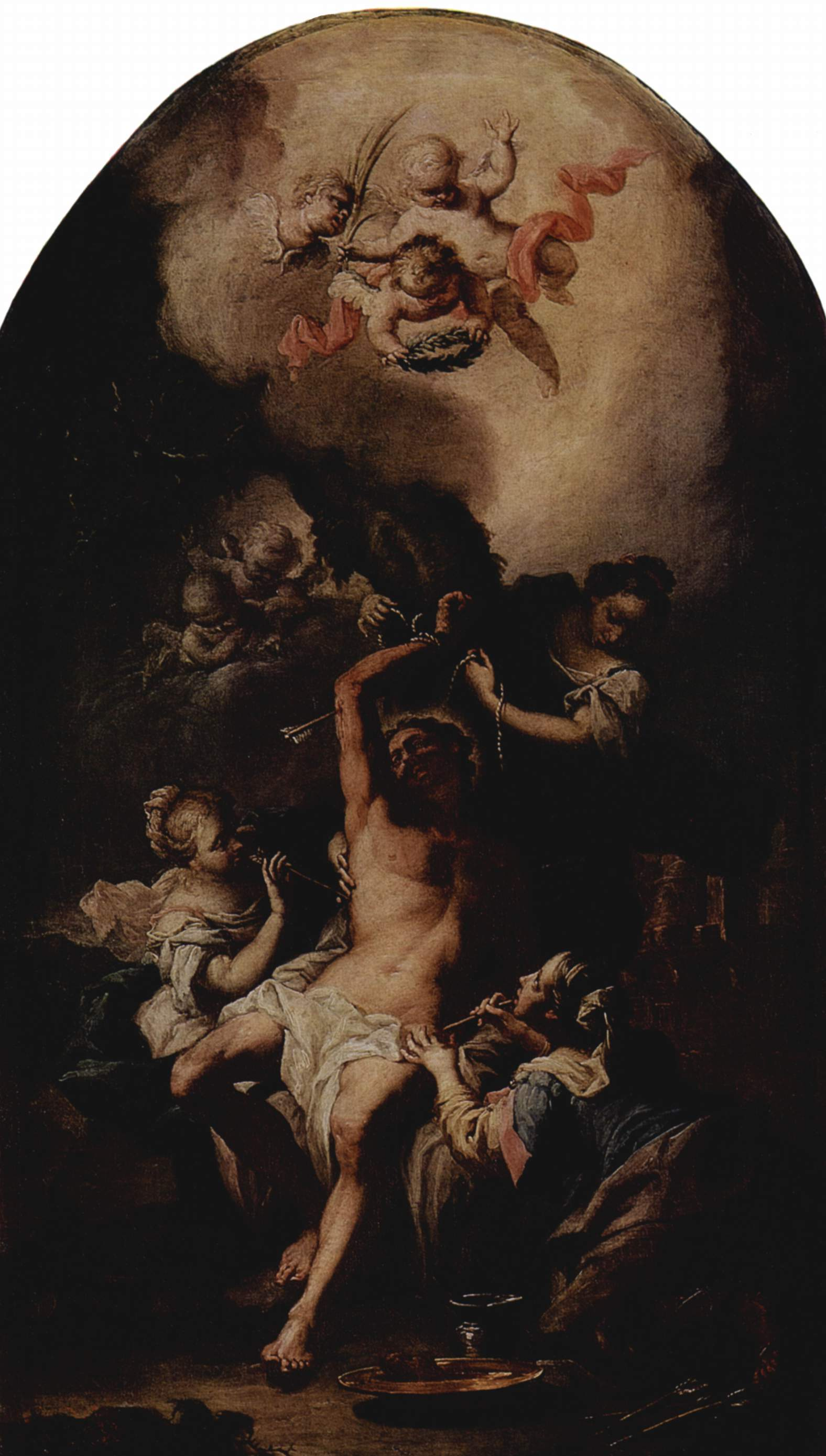
Pala di San Sebastiano, 1740-57, Ermitage

## Opere
- Giacobbe e Rachele al pozzo, 1720 ca., Innsbruck, prevosteria del duomo
- Rebecca al pozzo, 1720 ca., Innsbruck, prevosteria del duomo
- Trapasso di Giuseppe. 1725/1735, Cavalese, Collezione privata  [5]
- Giaele e Sisara, 1730, Cavalese, canonica
- Giuditta con la testa di Oloferne, Cavalese, canonica
- San Valentino con l'epilettico, 1735, Cavalese, Palazzo della Magnifica Comunità
- Abramo con Sara e i figli Ismale e Isacco, 1735, Cavalese, Palazzo della Magnifica Comunità
- Ripudio di Agar, 1735, Cavalese, Palazzo della Magnifica Comunità
- Battesimo di Cristo, 1740 ca., Cavalese, Palazzo della Magnifica Comunità
- Auroritratto, 1740 ca., Budapest, Szpmuveszeti Muzeum
- Morte di San Giuseppe, 1740/45, Austria, collezione privata
- Pentecoste, 1741/42, Innsbruck, Ferdinadeum
- Apparizione della Madonna col Bambino e sant'Antonio da Padova, 1744, Cavalese, Palazzo della Magnifica Comunità
- Madonna del Rosario con i santi Domenico e Caterina, 1744, Cavalese, Palazzo della Magnifica Comunità
- Santa Maria Maddalena penitente, 1745 ca., Wiener Neustadt, chiesa di S. Leopoldo
- Angelo custode, 1745 ca., Vienna, museo diocesano
- Estasi di santa Teresa, 1745/50, Fulpmes, chiesa parrocchiale
- Martirio di Sant'Agata, 1747, Anif, collezione privata
- San Sebastiano curato dalle pie donne,1748 ca., Trento, collezione privata
- Morte di Maria, 1749/50, Bressanone, Duomo
- Morte di Maria, 1749, Innsbruck, Ferdinandeum
- Caduta degli angeli, 1749, Vienna, Osterreichische Galerie, Barockmuseum
- Assunzione di Maria, 1750 ca., Salisburgo, Borockmuseum
- Autoritratto, 1750 ca., Innsbruck, Ferdinandeum
- Natività di Maria, 1750, Innsbruch, Ferdinandeum
- I quattordici santi ausiliatori e altri santi in adorazione della Santissima Trinità, 1750/52, Spitalm Pyhrn, chiesa parrocchiale
- Sacra famiglia con due angeli, 1750/58, Graz, Joanneum
- I sette santi intercessori, 1750 ca., Cavalese, Palazzo della Magnifica Comunità
- San Carlo Borromeo comunica gli appestati, 1750/52, Spital am Pyrn, chiesa parrocchiale
- La Santissima Trinità, 1751, Vienna, duomo di S. Stefano
- Gesù fra i dottori, 1751, Trento, Castello del Buon Consiglio
- Gesù fra i dottori, 1751, Braunschweig, Herzog-Anton-Ulrik-Museum
- Caduta degli angeli, 1751, Cavalese, Palazzo Magnifica Comunità
- Madonna della vittoria, 1753, Herrnbaumgarten, chiesa parrocchiale
- San Giorgio e il drago, 1753/54, Cavalese, Palazzo Magnifica Comunità
- Predica di san Giovanni Battista, 1754 ca., Innsbruck, Ferdinamdeum
- Martirio di sant'Agata, 1755/56, Pirawarth, chiesa parrocchiale
- Decapitazione di santa Barbara, 1755/56, Pirawart, chiesa parrocchiale